# Campeonato Europeo Femenino de Rugby League División B 2022
El Campeonato Europeo Femenino de Rugby League División B de 2022 fue la primera edición del torneo femenino de segunda división europeo de rugby league.

## Equipos
- Gales
- Grecia
- Irlanda
- Italia
- Serbia
- Turquía

## Grupo Norte
| Pos. | Equipo  | Encuentros | Encuentros | Encuentros | Encuentros | Tantos  | Tantos    | Tantos     | Puntos |
| Pos. | Equipo  | jugados    | ganados    | empatados  | perdidos   | a favor | en contra | diferencia | Puntos |
| ---- | ------- | ---------- | ---------- | ---------- | ---------- | ------- | --------- | ---------- | ------ |
| 1    | Gales   | 2          | 2          | 0          | 0          | 104     | 4         | +100       | 4      |
| 2    | Irlanda | 2          | 1          | 0          | 1          | 34      | 60        | -16        | 2      |
| 3    | Italia  | 2          | 0          | 0          | 2          | 6       | 90        | -84        | 0      |

Nota: Se otorgan 2 puntos al equipo que gane un partido, 1 al que empate y 0 al que pierda.
| 11 de junio de 2022 | Italia | 6 - 30 | Irlanda |  |  |

| 19 de junio de 2022 | Gales | 60 - 0 | Italia |  |  |

| 8 de octubre de 2022 | Irlanda | 4 - 44 | Gales |  |  |

## Grupo Sur
| Pos. | Equipo  | Encuentros | Encuentros | Encuentros | Encuentros | Tantos  | Tantos    | Tantos     | Puntos |
| Pos. | Equipo  | jugados    | ganados    | empatados  | perdidos   | a favor | en contra | diferencia | Puntos |
| ---- | ------- | ---------- | ---------- | ---------- | ---------- | ------- | --------- | ---------- | ------ |
| 1    | Grecia  | 2          | 2          | 0          | 0          | 36      | 4         | +32        | 4      |
| 2    | Serbia  | 2          | 1          | 0          | 1          | 24      | 44        | -20        | 2      |
| 3    | Turquía | 2          | 0          | 0          | 2          | 20      | 32        | -12        | 0      |

Nota: Se otorgan 2 puntos al equipo que gane un partido, 1 al que empate y 0 al que pierda.
| 25 de septiembre de 2022 | Turquía | 4 - 8 | Grecia |  |  |

| 2 de octubre de 2022 | Grecia | 28 - 0 | Serbia |  |  |

| 25 de noviembre de 2022 | Serbia | 24 - 16 | Turquía |  |  |